# Bromus grossus
Bromus grossus (лат.) — вид однодольных растений рода Костёр (Bromus) семейства Злаки (Poaceae). Под текущим таксономическим названием описан французским ботаником Рене Дефонтеном в 1805 году.

## Распространение, описание
Распространён в Австрии, Бельгии, Италии, Люксембурге и Франции (в последней, предположительно, вымер). Занесён в Германию. Субпопуляции растения ранее встречались в Чехии и Лихтенштейне, однако к настоящему времени Bromus grossus вымер в этих странах. Существование субпопуляций растения на территории Швейцарии и Словении сомнительно.
Терофит. Однолетнее растение. Стебель прямостоячий, высотой 60—130 см. Лист шириной 3—8 мм. Соцветие — яйцевидная метёлка, 14—18 см в длину. Плод — зерновка.

## Значение
Сорное растение, конкурирующее с культурными злаками.

## Замечания по охране
Численность экземпляров вида снижается на большей части своего ареала. В связи с тем, что растение считается сорняком, в сельском хозяйстве для борьбы с ним применяются гербициды, негативно отражающиеся на общей популяции. Угроза виду также исходит от нетрадиционных способов ведения сельского хозяйства.
Внесён в Красную книгу Германии. В Австрии и Швейцарии классифицируется как находящийся под угрозой к исчезновению. Находится под защитой во Франции.

## Синонимы
Синонимичные названия:
- Bromus grossus var. glaber Spenn.
- Bromus grossus f. glabrescens (Kirschl.) Tournay
- Bromus grossus var. nitidus (Dumort.) Cugnac & A.Camus
- Bromus grossus var. subvillosus Spenn.
- Bromus grossus var. tomentosus (Monnard) Bech.
- Bromus grossus var. villosus Spenn.
- Bromus nitidus Dumort. nom. illeg.
- Bromus secalinus f. glabrescens Kirschl.
- Bromus secalinus var. nitidus Crép.
- Bromus secalinus f. pubescens Döll
- Bromus secalinus var. triticeus Kirschl.
- Bromus secalinus var. velutinus (Schrad.) Schübeler & G.Martens
- Bromus segetalis f. glabrescens Kirschl.
- Bromus segetalis var. multiflorus Döll
- Bromus velutinus var. nitidus T.Durand & Pittier
- Bromus velutinus var. tomentosus Monnard
- Serrafalcus grossus (Desf. ex DC.) Rouy